# Ministère de la Défense (Japon)
Pour les articles homonymes, voir Ministère de la Défense.
Le ministère de la Défense (防衛省, Bōei-shō), officiellement traduit en anglais Ministry of Defense, est un des départements ministériels du Cabinet du Japon. Créé le 9 janvier 2007, il remplace l'Agence de Défense et dirige les Forces japonaises d'autodéfense.
Son directeur est appelé le ministre de la Défense et fait partie du Cabinet du Japon. Son siège se situe dans le quartier d'Ichigaya, à Tokyo. Haut lieu de l'histoire militaire du Japon, ce site a accueilli le Tribunal militaire international pour l'Extrême-Orient à la suite de la Seconde Guerre mondiale.
Depuis le 1er octobre 2024, le ministre de la Défense est Gen Nakatani. Conformément à l'article 66 de la Constitution du Japon, la direction de ce ministère est forcément confiée à un civil.

## Missions
Les missions du ministère de la Défense se basent sur les Grandes lignes du programme de défense nationale adoptée par le Conseil de la défense nationale et le Cabinet du Japon le 20 mai 1957. L'objectif de cette politique est d'éviter toute agression directe ou indirecte de la part d'une puissance étrangère et de repousser toute tentative d'invasion du pays en gardant pour principe l'indépendance du Japon et la paix par le biais de la démocratie.

## Structure

### Équipe ministérielle
Le ministre de la Défense est Minoru Kihara. Il est nommé à ce poste le 13 septembre 2023.
- Secrétaire d'État auprès du ministre de la Défense Toshiro Ino (ja)
- Secrétaire parlementaire auprès du ministre de la Défense (x2) Kimi Onoda et Jiro Kimura (ja)
- Secrétaire permanent de la Défense Atsuo Suzuki (ja)
- Secrétaire permanent de la Défense pour les Affaires internationale Masami Oka (ja)
- Directeur du cabinet du Ministre de la Défense

### Bureau interne
- Direction générale du Secrétariat général
- Direction générale des Politiques de défense
- Direction générale de la Planification du développement des forces
- Direction générale du Personnel et de la formation
- Direction générale des Politiques pour les sociétés territoriales

### État-major interarmées
- Chef de l'État-major interarmées Général Yoshihide Yoshida

### État-major de la Force de la terre
- Chef de l'État-major la Force terrestre Général Yasunori Morishita

### État-major de la Force maritime
- Chef de l'État-major de la Force maritime Amiral Ryō Sakai

### État-major de la Force de l'air
- Chef de l'État-major de la Force de l'air Général Shunji Izutsu (ja)

### Quartier général du Renseignement de défense
- Chef Général du corps aérien Yoshinori Ozaki (ja)

### Agence de la Technologie, de la logistique et de l'acquisition
- Délégué général Hideki Tsuchimoto (ja)